# ویکتورین آدبایور
ویکتورین آدبایور (انگلیسی: Victorien Adebayor؛ زادهٔ ۱۲ نوامبر ۱۹۹۶) بازیکن فوتبال اهل نیجر است.
وی همچنین در تیم ملی فوتبال نیجر بازی کرده‌است.